# Наринска област
Наринска област (на киргизки: Нарын областы) е една от 7-те области на Киргизстан. Площ 45 200 km² (най-голямата по територия в Киргизстан, 22,6% от нейната площ). Население на 1 януари 2019 г. 287 000 души (6-о място по население в Киргизстан, 4,51% от нейното население). Административен център град Нарин. Разстояние от Бишкек до Нарин 365 km.

## Историческа справка
През земите на днешната Наринска област е минавало едно от разклоненията на пътят на коприната. Така още от древни времена тези земи са имали оживени контакти с Китай, Персия, с други източни страни, както и с Русия. Единственият град в Наринска област е Нарин, утвърден за град през 1927 г. Наринска област е образувана на 21 ноември 1939 г. под името Тяншанска област. На 30 декември 1962 г. Тяншанска област е закрита. На 11 декември 1970 г. областта е възстановена, но вече под името Наринска област. На 5 октомври 1988 г. отново е разформирована и територията ѝ е присъединена към Исъккулска област. На 14 декември 1990 г. Наринска област е формирана за 3-ти път.

## Географска характеристика
Наринска област заема централните и югоизточни части на Киргизстан. На юг граничи с Китай, на югозапад – с Ошка област, на запад – с Джалалабадска област, на север – с Чуйска област и на североизток – с Исъккулска област. В тези си граници заема площ от 45 200 km² (най-голямата по територия в Киргизстан, 22,6% от нейната площ). Дължина от запад на изток 400 km, ширина от север на юг 220 km.
Наринска област е разположена в пределите на Вътрешен Тяншан, състоящ се от сложна система от хребети, разделени от обширни долини и котловини. Общото повишение на релефа става от запад на изток. На югоизток, по границата с Китай се простира мощния хребет Какшаал Тоо с връх Данков 5982 m, (41°03′34″ с. ш. 77°41′05″ и. д. / 41.059444° с. ш. 77.684722° и. д.). На югозапад, по границата с Ошка област е Ферганския хребет (височина до 4692 m), на северозапад – източната част на хребета Сусамиртау (4048 m) и хребета Джумгалтау (3947 m), а на североизток – западната част на хребета Терскей Алатау и хребета Джетим с височини над 4500 m. Във вътрешната част на областта се простират хребетите: Джамантау (4718 m), Атбаши (4786 m), Наринтау, Молдотау и др. За цялата област са характерни относително плоски и високо издигнати пространства, т.нар. сърти или съртове. Между хребетите са разположени големи междупланински котловини и долини: на север – Кочкорска, Джумгалска; в цетъра – Наринска, Атбашинска; на юг – най-високо издигнатите Аксайска и Чатъркулска, като дъната всички тях са на височина от 1000 – 1200 до 3800 m.
Климатът в областта е рязко континентален. Зимата е сурова, а лятото относително прохладно. Средна януарска температура от -10,1 °C в Кочкорската котловина до -27,7 °C в Аксайската котловина. Средната юлска температура варира от 21 °C в Нарин до 9 °C в Аксайската котловина. В цялата област се наблюдава голяма денонощна амплитуда на температурата на въздуха. Преобладаващата част от територията ѝ получава 200 – 300 mm валежи годишно, които са предимно през пролетните и летните месеци. В отделни котловини (например Кочкорската) зимата е почти безснежна. Продължителността на вегетационния период (минимална денонощна температура 5 °C) е около 130 денонощия. Най-големият център на заледяване има в района на връх Данков в хребета Какшаал Тоо.

Реките в Наринска област принадлежат към 3 безотточни басейна: реките Нарин (дясна съставяща на Сърдаря, 70%), Тарим (20%) и Чу (10%). Река Нарин протича през областта от изток на запад с част от горното си течение и приема значителни притоци: Атбаши, Алабука (леви); Малък Нарин, Кьокьомерен (десни). На север се намират изворите на голямата средноазиатска река Чу, а на юг протичат реките Аксай с притока си Мюдюрюм и Узенгегуш от басейна на Тарим. Болшинството от реките имат ледниково-снежно подхранване, пълноводието им е от март до юни (до 50% от годишния отток), а максимумът през май и юни. Всичките притежават големи хидроенергийни запаси. За напояване се използват основно водите на притоците на Нарин. На река Чу е изградено Ортотокойското водохранилище. Най-големите езера в областта са Сонгкул (сладководно, отточно) и Чатъркул (солено, безотточно), разположени на височина над 3000 m. Край последното има множество минерални извори.
В областта преобладават планинско-степната и полупустинната растителност. В най-ниските места са разпространени пелинови и тревисто-пелинови пустинни степи (полупустинни), развити върху чакълести планинско-долинни почви. Горните участъци на склоновете на хребетите са покрити със субалпийски и алпийски кобрезиеви пасища, а на северозапад – субалпийски и алпийски пасища върху планинско-ливадни почви. По най-високите части има участъци с планинска тундра, а на изток – студени високопланински пустини. Срещат се малки участъци с храсталаци, съставени от шипка, барбарис, орлов нокът, по долините на реките има малки горички от топола и ива, а по склоновете на планините – малки горички от тяншански смърч, арча (вид средноазиатска хвойна) и др. Животинският свят е представен от планински овен (архар), планински козел, свежен барс, белка, вълк, лисица, сив мармот и др.

## Население
На 1 януари 2019 г. населението на Наринска област е наброявало 287 000 души (4,51% от населението на Киргизстан). Гъстота 6,35 души/km². Градско население 13,69%. В етническо отношение областта има най-еднородно население: киргизи 99,4%, узбеки 0,22% и др. Хората в трудоспособна възраст са 52% от населението на областта.

## Административно-териториално деление
В административно-териториално отношение Наринска област се дели на 5 административни района, 1 град с областно подчинение, селища от градски тип няма.
| Административна единица    | Площ (km²) | Население (2018 г.) | Административен център | Население (2018 г.) | Разстояние до Нарин (в km) | Други градове и сгт с районно подчинение |
| -------------------------- | ---------- | ------------------- | ---------------------- | ------------------- | -------------------------- | ---------------------------------------- |
| Град с областно подчинение |            |                     |                        |                     |                            |                                          |
| 1. Нарин                   | 41         | 39 300              | гр. Нарин              | 39 300              | -                          |                                          |
| Административен район      |            |                     |                        |                     |                            |                                          |
| 1. Акталински              | 7266       | 32 400              | с. Баетово             | 9399                | 125                        |                                          |
| 2. Атбашински              | 15 354     | 54 200              | с. Атбаши              | 10 764              | 45                         |                                          |
| 3. Жумгалски               | 4803       | 43 800              | с. Чаек                | 7009                | 217                        |                                          |
| 4. Кочкорски               | 5868       | 65 400              | с. Кочкорка            | 9764                | 101                        |                                          |
| 5. Нарински                | 10 502     | 48 700              | гр. Нарин              |                     | -                          |                                          |